# Mesoleius perbellus
Mesoleius perbellus là một loài tò vò trong họ Ichneumonidae.